# 1. SNHL 1986/87
Die Saison 1986/87 der 1. Slovenská národná hokejová liga (kurz 1. SNHL; deutsch: 1. Slowakische Nationale Eishockeyliga) war die 18. Austragung der geteilten zweiten Eishockey-Spielklasse der Tschechoslowakei. Meister der Liga wurde Plastika Nitra, der an der Qualifikation zur 1. Liga teilnahm. Slávia Ekonóm Bratislava stieg als Tabellenletzter in die drittklassige 2. SNHL ab. Aufsteiger aus der drittklassigen 2. SNHL wurde die TJ Gumárne 1. mája Púchov.

## Modus
Der Spielmodus sah zwei Doppelrunden à 22 Spiele pro Mannschaft vor, d. h. je zwei Heim- und Auswärtsspiele gegen jeden anderen Teilnehmer. Die Gesamtanzahl der Spiele pro Mannschaft betrug damit in der Saison 44 Spiele. Anschließend qualifizierte sich der Tabellenerste für die 1. Liga-Qualifikation. Je nach Zahl der Auf- und Absteiger mussten 1 bis 2 Mannschaften aus der 1. SNHL in die 2. SNHL absteigen.

## Tabelle
|     | Klub                           | Sp | S  | U | N  | Torv.   | Punkte |
| --- | ------------------------------ | -- | -- | - | -- | ------- | ------ |
| 1.  | TJ Plastika Nitra              | 44 | 28 | 5 | 11 | 184:121 | 61     |
| 2.  | Iskra Smrečina Banská Bystrica | 44 | 24 | 5 | 15 | 158:115 | 53     |
| 3.  | ZŤS Martin                     | 44 | 22 | 8 | 14 | 150:132 | 52     |
| 4.  | VTJ Michalovce                 | 44 | 20 | 8 | 16 | 158:146 | 48     |
| 5.  | PS Poprad                      | 44 | 22 | 3 | 19 | 197:171 | 47     |
| 6.  | Spartak ZŤS Dubnica nad Váhom  | 44 | 19 | 7 | 18 | 147:145 | 45     |
| 7.  | VTJ Topoľčany                  | 44 | 18 | 5 | 21 | 166:173 | 41     |
| 8.  | ZVL Skalica                    | 44 | 17 | 7 | 20 | 134:156 | 41     |
| 9.  | ZTK Zvolen                     | 44 | 17 | 4 | 23 | 130:158 | 38     |
| 10. | ZPA Prešov                     | 44 | 17 | 2 | 25 | 150:202 | 36     |
| 11. | Partizán Liptovský Mikuláš     | 44 | 15 | 5 | 24 | 153:162 | 35     |
| 12. | Slávia Ekonóm Bratislava       | 44 | 14 | 3 | 27 | 155:201 | 31     |

## 1. Liga-Qualifikation
Die TJ Plastika Nitra nahm an der Qualifikation zur 1. Liga teil, verpassten aber mit drei Niederlagen gegen den Gewinner der 1. ČNHL den Aufstieg in die erste Spielklasse.
- TJ Plastika Nitra – Poldi Kladno 0:3 (3:5, 1:4, 3:8)

## Meisterkader von Plastika Nitra
- Torhüter: D. Barto, Kubuš, Janouš
- Feldspieler: M. Barto, Horčičák, Petr Košťál, Roman Lépeš, Pajdlhauser, Slovák, V. Turan, Paulovič, Beňo, Čičmanec, Civáň, Ivan Hrtús, Kolečáni, Jiří Kodet, Ľubomír Kolník, Kukla, Nagy, Kostolanský, P. Ocelka, Sládeček, Škvarka, Roman Ulehla, Zeman
- Trainerstab: E. Macoszek, M. Oravec

## All-Star-Team
| Angriff:      | Babák (Ekonóm) – František Štolc (PS Poprad) – Hornák (Michalovce) |
| Verteidigung: | Milan Horváth (Michalovce) – Mareček (Skalica)                     |
| Tor:          | D. Barto (Nitra)                                                   |